# Jupiaba meunieri
Jupiaba meunieri es una especie de pez de la familia Characidae en el orden de los Characiformes.

## Morfología
Los machos pueden llegar alcanzar los 9 cm de longitud total.

## Alimentación
Es herbívoro.

## Hábitat
Vive en zonas de clima tropical.

## Distribución geográfica
Se encuentran en Sudamérica.